# Mbissi
Mbissi (ou Mbisi) est un village du Cameroun situé dans l'arrondissement (commune) de Fundong, le département du Boyo et la Région du Nord-Ouest.

## Population
Lors du recensement national de 2005, Mbissi comptait 2 025 habitants.
Une étude locale de 2012 évalue la population de Mbissi à 4 500 personnes.